# Sabine Richter
Sabine Richter, verheiratete Sabine Buß, (* 18. Juli 1966 in Frankfurt am Main) ist eine ehemalige deutsche Leichtathletin und Olympiateilnehmerin, die in den 1980er und 1990er Jahren zu den weltbesten Sprinterinnen gehörte. 

## Leben und Leistungen
Ihr größter Erfolg war die Bronzemedaille im 4-mal-100-Meter-Lauf bei den Weltmeisterschaften 1991 (zusammen mit Grit Breuer, Katrin Krabbe und Heike Drechsler).
Sie nahm für die Bundesrepublik Deutschland auch an den Olympischen Spielen 1988 in Seoul teil: Mit der 4-mal-100-Meter-Staffel wurde sie Vierte, im 100-Meter-Einzelrennen schied sie im Zwischenlauf aus.
Auch bei den Europameisterschaften 1990 schied sie – ebenfalls für die Bundesrepublik startend – im Vorlauf aus.
Sabine Richter startete für Eintracht Frankfurt. Ihre persönliche Bestzeit von 11,39 Sekunden über die 100 Meter erzielte sie 1991.
Ihr ältester Sohn ist ebenfalls erfolgreicher Sprinter und startet seit 2021 für den USV Dresden.